# Selica Winiata

a Compétitions nationales et continentales officielles uniquement.

b Matchs officiels uniquement.
Dernière mise à jour le 11 avril 2024.
Selica Winiata, née le 14 novembre 1986 à Levin (Nouvelle-Zélande), est une joueuse internationale néo-zélandaise de rugby à XV et internationale de rugby à sept. Elle joue principalement au poste d'arrière pour Manawatu en Farah Palmer Cup.

## Biographie
En 2013, elle participe à la Coupe du monde de rugby à sept qu'elle remporte avec son équipe.
En 2014, elle participe à la Coupe du monde de rugby à XV où elle marque six essais.
En 2017, elle est retenue dans le groupe pour disputer la Coupe du monde en Irlande. Elle y marque à nouveau six essais, soit 30 points.

## Vie privée
Dans la vie civile, elle est policière à Palmerston North.